# Discografia de Scarlett Johansson

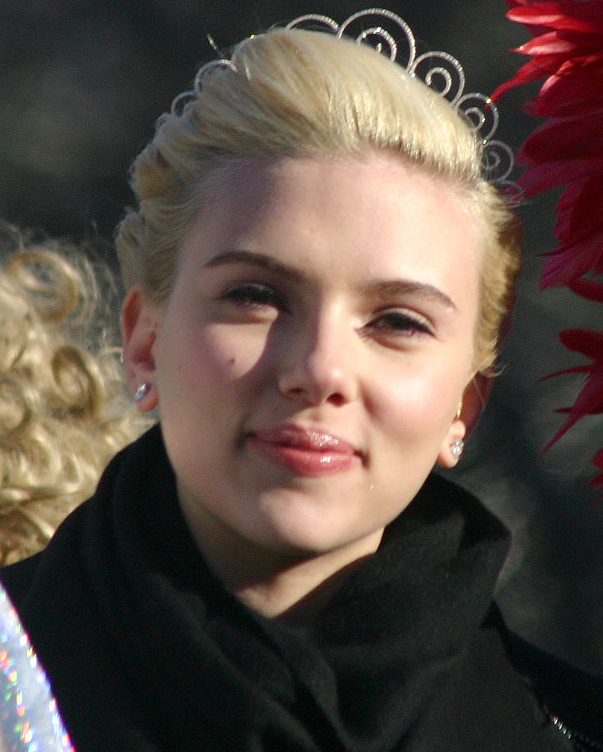
Johansson na Hasty Pudding Woman of the Year em 2007.

Esta é uma lista onde consta a discografia da atriz Scarlett Johansson.

## Lista

### Discografia

#### Álbuns
| Ano  | Álbum                                | Paradas | Paradas   | Paradas | Paradas | Paradas | Paradas | Paradas | Paradas      | Paradas     | Paradas | Paradas | Vendas            |
| Ano  | Álbum                                | U.S.    | U.S. HTSK | UK      | IRL     | SUI     | SUE     | ALE     | BEL Flandres | BEL Valónia | FRA     | AUS     | Vendas            |
| ---- | ------------------------------------ | ------- | --------- | ------- | ------- | ------- | ------- | ------- | ------------ | ----------- | ------- | ------- | ----------------- |
| 2008 | "Anywhere I Lay My Head"             | 126     | 1         | 64      | 65      | 15      | 27      | 30      | 30           | 32          | 26      | 25      | - Mundial: 25 000 |
| 2008 | "Live Session EP (iTunes Exclusive)" | -       | -         | -       | -       | -       | -       | -       | -            | -           | -       | -       | - Mundial: -      |
| 2009 | "Break Up" (c./ Pete Yorn)           | 41      | -         | -       | -       | 58      | -       | -       | 78           | 45          | 18      | -       | - World: 500 000  |

#### Singles
| Ano  | Título                                             | Paradas | Paradas | Paradas | Paradas      | Paradas     | Paradas | Álbum                                    |
| Ano  | Título                                             | EUA     | ALE     | SUI     | BEL Flandres | BEL Valónia | FRA     | Álbum                                    |
| ---- | -------------------------------------------------- | ------- | ------- | ------- | ------------ | ----------- | ------- | ---------------------------------------- |
| 2006 | "Summertime" (c./ Massive Attack)                  | -       | -       | -       | -            | -           | -       | Unexpected Dreams - Songs from the Stars |
| 2008 | "Falling Down"                                     | -       | -       | 70      | 23           | -           | -       | Anywhere I Lay My Head                   |
| 2008 | "Anywhere I Lay My Head"                           | -       | -       | -       | -            | -           | -       | Anywhere I Lay My Head                   |
| 2009 | "Relator/ I Don't Know What to Do" (c./ Pete Yorn) | -       | 100     | 57      | -            | 10          | 16      | Break Up                                 |
| 2009 | "Blackie's Dead" (c./ Pete Yorn)                   | -       | -       | -       | -            | -           | -       | Break Up                                 |
| 2012 | "Bonnie & Clyde" (c./ Lulu Gainsbourg)             | -       | -       | -       | -            | -           | -       | From Gainsbourg to Lulu                  |

#### Participação em trilhas sonoras
| Ano  | Título                                        | Álbum                                                                 |
| ---- | --------------------------------------------- | --------------------------------------------------------------------- |
| 2010 | "Last Goodbye"                                | He's Just Not That Into You (Original Motion Picture Soundtrack)      |
| 2011 | "One Whole Hour"                              | Wretches & Jabberers Soundtrack by J. Ralph Featuring Various Artists |
| 2012 | "Summertime" (c./ 3D)                         | Days of Grace (Original Motion Picture Soundtrack)                    |
| 2012 | "Before my Time" (com J. Ralph & Joshua Bell) | Chasing Ice (Original Motion Picture Soundtrack)                      |
| 2013 | "The Moon Song" (com Joaquin Phoenix)         | The Moon Song (Music from and Inspired by the Motion Picture Her)     |
| 2016 | "Trust In Me"                                 | The Jungle Book (2016)                                                |

#### Participação em outros álbuns
| Ano  | Título                                                      | Artista                 | Álbum                                    |
| ---- | ----------------------------------------------------------- | ----------------------- | ---------------------------------------- |
| 2006 | "Summertime" (c./ Massive Attack)                           | Vários                  | Unexpected Dreams - Songs from the Stars |
| 2010 | "Bullet"                                                    | Steel Train             | Terrible Thrills Vol. 1                  |
| 2011 | "I'll Be Home for Christmas (Duet With Scarlett Johansson)" | Dean Martin             | My Kind of Christmas                     |
| 2012 | "Coteau Guidry"                                             | The Lost Bayou Ramblers | Mammoth Waltz                            |